# Teylingen
Teylingen – gmina w prowincji Holandia Południowa w Holandii. Obejmuje miejscowości Sassenheim, Voorhout i Warmond.